# Олешня (приток Полы)
Олешня — река в России, протекает в Холмском районе и Марёвском районе Новгородской области. Исток реки находится в Холмском районе. Река течёт сначала на запад (примерно 4,5 км.), а затем на север. Дальше река течёт по Марёвскому району. Устье реки находится в 225 км по левому берегу реки Пола. Длина реки составляет 17 км.
Жилых деревень по берегам реки нет.
Система водного объекта: Пола → Ильмень → Волхов → Ладожское озеро → Нева → Балтийское море.

## Данные водного реестра
По данным государственного водного реестра России относится к Балтийскому бассейновому округу, водохозяйственный участок реки — Ловать и Пола, речной подбассейн реки — Волхов. Относится к речному бассейну реки Нева (включая бассейны рек Онежского и Ладожского озера).
Код объекта в государственном водном реестре — 01040200312102000021854.